# Argenteuil (Arrondissement)
 For alternative betydninger, se Argenteuil (flertydig). (Se også artikler, som begynder med Argenteuil)
Arrondissementet Argenteuil er et fransk arrondissement, der ligger i departementet Val-d'Oise. Arrondissementet består af 7 cantoner. Hovedbyen er Argenteuil
| Canton kode | Navn                  |
| ----------- | --------------------- |
| 95-01       | Argenteuil-Nord       |
| 95-02       | Argenteuil-Est        |
| 95-04       | Bezons                |
| 95-05       | Cormeilles-en-Parisis |
| 95-22       | Sannois               |
| 95-31       | Herblay               |
| 95-36       | Argenteuil-Ouest      |